# Johann Friedrich Joseph Sommer

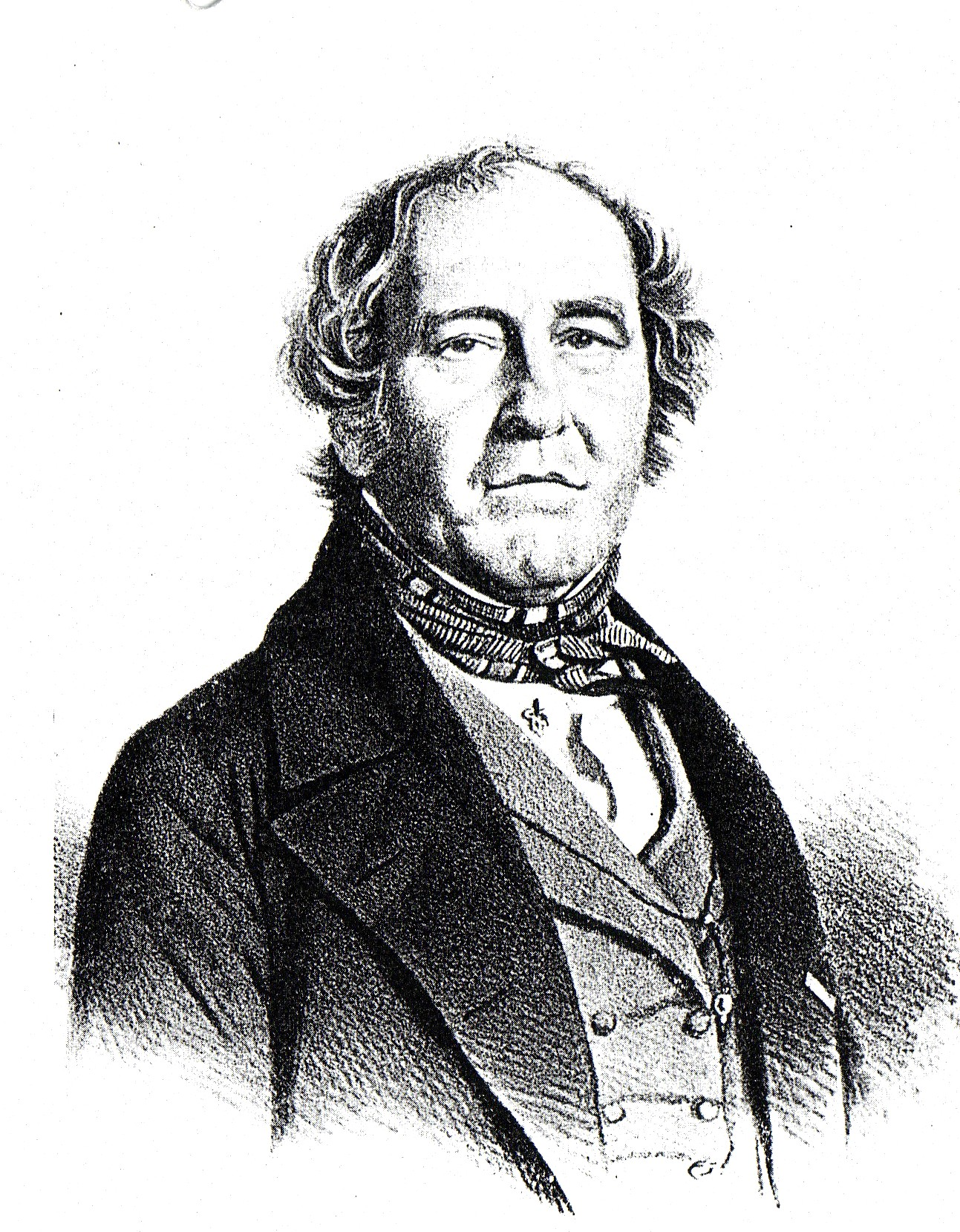
Johann Friedrich Joseph Sommer

Johann Friedrich Joseph Sommer (* 26. Januar 1793 in Kirchhundem; † 13. November 1856 in Arnsberg) war ein Publizist und Herausgeber, Politiker und Jurist aus dem Sauerland.
Juristisch stand er der historischen Schule um Friedrich Carl von Savigny nahe. Theologisch bewegte er sich auf einem schmalen Grat zwischen Ultramontanismus und Liberalismus. Politisch ist er am ehesten dem preußischen Frühliberalismus zuzuordnen.

## Herkunft und Familie
Seine Eltern waren der Gutsbesitzer, Advokat und Reidemeister Johann Heinrich Sommer aus Kirchhundem und Maria Franziska geb. Liese aus Olpe. Andere Familienmitglieder waren „Gewerke“ (d. h. Anteilseigner von Bergbauunternehmen) und Experten des vor- und frühindustriellen Montanwesens. Die Familie Sommers scheint ein für das Sauerland (aber nicht für Preußen) typisches Beispiel für eine wenig ausgeprägte Trennung von Landbesitz, Wirtschafts- und Bildungsbürgertum zu sein. Insgesamt entstammte Sommer einer funktionalen bürgerlichen Elite des kurkölnischen Sauerlandes. 
Am 30. September 1824 heiratete Johann Friedrich Joseph Sommer Klementine Schlinkert, Tochter des Justizamtmanns Franz Bernhard Schlinkert aus Geseke. Aus der Ehe gingen fünf Töchter und ein Sohn hervor.
Sommer ist historisch auch von Interesse, da von ihm nicht nur seine eigenen politischen und wissenschaftlichen Publikationen überliefert sind, sondern weil auch veröffentlichte Briefe mit seiner zukünftigen Ehefrau sowie Veröffentlichungen über seinen (antibürgerlichen) Sohn existieren, die sein Urenkel Clemens Plassmann herausgegeben hat. Zusammen sind diese Berichte aufschlussreiche Quellen für die Entstehung des bürgerlichen Frauen- und Familienbildes zu Beginn des 19. Jahrhunderts.

## Beruflicher Werdegang
Ersten Unterricht bekam Sommer durch einen emigrierten französischen Geistlichen im elterlichen Wohnhaus. Danach besuchte er die Lateinschule in Olpe und machte mit 15 Jahren das Abitur. Anschließend studierte Sommer Rechts- und Staatswissenschaften, Forstwissenschaft und Geschichte an der hessischen Landesuniversität Gießen. Die Wahl des Studienortes spiegelt den kurz nach Jahrhundertwende erfolgten Übergang des Herzogtums Westfalen also des kurkölnischen Sauerlandes an Hessen-Darmstadt wider. 1811 absolvierte er das Fakultätsexamen mit „summa cum laude“, 1812 das praktische Examen beim großherzoglich-hessischen Hofgericht und der Regierung Arnsberg. Im selben Jahr begann er am Hofgericht als Accessist und wurde 1813 Hofgerichtsadvokat (Rechtsanwalt). Da zu dieser Zeit für Anwälte nur eine bedingte Anwesenheitspflicht am Gerichtsort bestand, half er in den folgenden Jahren in der Kanzlei seines Vaters in Kirchhundem. Nach dessen Tod im Jahr 1818 hat er sie selbst übernommen.

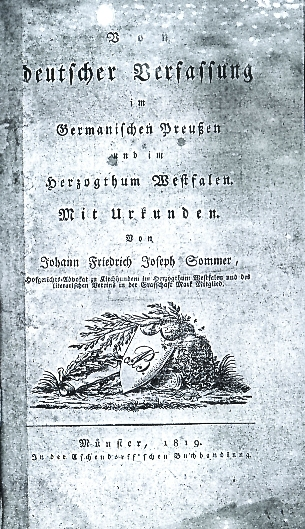
Titelblatt der Schrift „Von Deutscher Verfassung“

Ein Jahr später veröffentlichte Sommer die Schrift „Von deutscher Verfassung im Germanischen Preußen und im Herzogthum Westfalen“ und erhielt daraufhin durch die juristische Fakultät in Gießen den Titel eines Dr. jur. 1827 war er Beigeordneter der Bürgermeisterei Bilstein. Die nunmehr notwendig gewordene Präsenz vor Gericht machte am 5. September 1827 die Übersiedelung von Kirchhundem nach Arnsberg nötig. In Arnsberg gehörte Sommer zu den Ersten, die sich „jenseits der Ruhr“ ansiedelten. Diese Lage erwies sich als günstig, da etwa gegenüber im Jahr 1840 das Landgericht gebaut wurde. Dass Sommer verlockende Karriereangebote wie eine Professur oder eine Berufung an das Obertribunal in Berlin ablehnte, hatte vermutlich etwas mit seinen politischen Ansichten zu tun.
Sommer betrieb eine der ausgedehntesten Anwaltspraxen in ganz Westfalen. Er spezialisierte sich dabei auf die Interessenvertretung ländlicher Kreise und wurde als „Bauernadvokat“ bekannt. Besonderes Aufsehen erregte ein Prozess, in dem er erfolgreich die Interessen von sechs Dörfern gegen die Stadt Soest vertrat. Darüber hinaus machte er sich in diesem Rechtsbereich als Autor und als Gutachter etwa in der Frage der Ablösung feudaler Rechte einen Namen.
Aus der Beschäftigung mit den schwierigen Rechtsverhältnissen auf dem Land entstand zwischen 1823 und 1830 sein dreibändiges Werk zur „Geschichtlichen Entwicklung der Rechtsverhältnisse in Deutschland“.

## Publizistische und politische Betätigung im Vormärz
Für sein politisches Weltbild waren verschiedene Einflüsse prägend. Zentral waren dabei die Erfahrungen des Herrschaftswechsels zunächst von Kurköln (1804)nach Hessen-Darmstadt und schließlich der Übergang an Preußen (1816). Sein ursprüngliches Bild von Preußen war durchaus positiv. Anfangs glaubte er noch, dass das Herzogtum Westfalen seine alten Selbstverwaltungsrechte zurückbekommen würde und insbesondere die Ankündigung des preußischen Königs eine Verfassung erlassen zu wollen, machten ihn hoffnungsfroh. Diese Hoffnungen wurden rasch zerschlagen. Hinzu kamen spezifische Erfahrungen der einheimischen katholischen bildungsbürgerlichen Elite. Unter den Kurfürsten hatten sie faktisch ein Monopol für die Posten in Justiz und Verwaltung. Unter Hessen und Preußen kamen die Spitzen und zahlreiche Beamte aus den Kerngebieten der Monarchien. Die einheimischen Eliten sahen sich abgesehen von der Justiz und Juristerei – wo ihr Wissen über die regionale Rechtstradition unentbehrlich war – aus dem Staatsdienst faktisch ausgeschlossen. Hinzu kamen die kulturellen Unterschiede zwischen Protestanten und Katholiken. Vor diesem Hintergrund entstanden insbesondere in Arnsberg zwei gegeneinander abgeschottete Verkehrskreise.
Bei den katholischen Bildungsbürgern der Stadt machten sich nicht zuletzt zur Abgrenzung von den Protestanten einige im Rückblick scheinbar gegensätzliche Tendenzen bemerkbar. Zum einen wandte man sich von der katholischen Aufklärung des 18. Jahrhunderts ab und der auf den Papst orientierten ultramontanen Bewegung zu. Auf der anderen Seite stilisierte man die faktische ständische Selbstverwaltung im alten Herzogtum Westfalen gewissermaßen zu einem Vorbild für eine nichtabsolutistische, liberale Gesellschaft.
Ebendiese teils rückwärtsgewandten und teils nach vorne weisenden Aspekte finden sich bei Sommer in einem hohen Maße wieder. Sie prägten sowohl seine gesellschaftlichen Ansichten, aber auch seine juristischen, historischen, politischen und kirchenpolitischen Schriften. Dies gilt besonders für seine oben genannte Dissertation. So rückwärtsgewandt die Betonung der ständischen Vergangenheit in ihr auch war, stellt sie doch einen originären westfälischen Beitrag zur damaligen preußischen Verfassungsdiskussion dar. An seinem Plädoyer für eine Verfassung hielt Sommer auch nach den "Karlsbader Beschlüssen" und der "Demagogenverfolgung" fest. Zum Teil unter dem Pseudonym "Westphalus Eremita" stritt er in den damals wichtigsten Zeitungen Westfalens für eine liberale Verfassungsordnung. Wurde seine Dissertation selbst von preußischen Staatsmännern noch wohlwollend kommentiert, stand er nunmehr auf Seiten einer gemäßigt liberalen Opposition, ohne allerdings selbst Repressionen ausgesetzt zu sein.

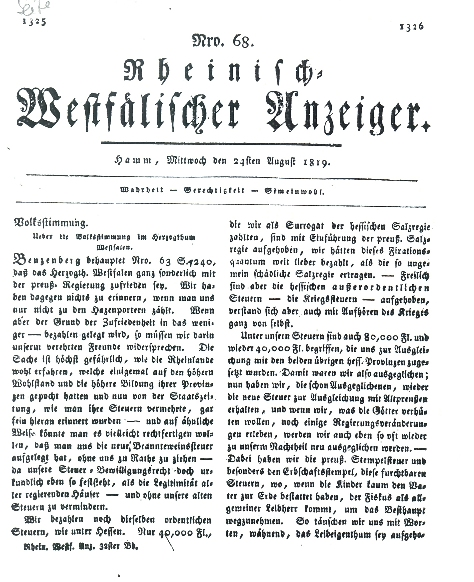
Beitrag Sommers im Rheinisch-Westfälischen Anzeiger (1819)

Aus heutiger Sicht ebenso widersprüchlich sind Sommers kirchenpolitische Schriften. Auf der einen Seite lehnte er nationalkirchliche Ansätze entschieden ab, auf der anderen Seite plädierte er für eine liberalere Ordnung der Kirche, etwa durch Konzile, im Innern. Nach außen vor allem gegenüber dem preußischen Staat forderte er die völlige Freiheit der Kirchen von staatlicher Kontrolle. 
1826 erfolgte Sommers Wahl zum Abgeordneten im 4. Stand der Landgemeinden für den ersten Westfälischen Provinziallandtag für die Kreise Olpe, Siegen und Wittgenstein. Sommer hat sich aktiv an den Diskussionen beteiligt und hat sich vor allem gegen Versuche der preußischen Regierung gewandt, Gesetze aus der Reformzeit zu revidieren. So wandte sich Sommer entschieden gegen die Versuche der adeligen Gutsbesitzer das politische Mitspracherecht für kleinere Landbesitzer einzuschränken. Sommer argumentierte, wer Steuern zahle, müsse auch ein Mitspracherecht haben. In diesem Zusammenhang kam es zu inhaltlichen und persönlichen Konflikten mit dem Freiherrn von und zum Stein. Daneben war er auch Mitglied in einem Ausschuss, der sich mit Fragen der Judenemanzipation beschäftigte. Auch in dieser Hinsicht stand Sommer in Opposition zu von Stein. Sommer schrieb mit Blick auf Stein: "er würde" wohl, "das Haus Israel zur Auswanderung zwingen, wenn er könnte. Er riss den größten Theil der Versammlung hin. In nicht einer vollen Stunde waren die Juden ihre bisherigen Bürgerrechte, ihre Fähigkeit Grundbesitz zu erwerben, entzogen." Freilich wurden diese Beschlüsse von der preußischen Regierung in Berlin nicht umgesetzt.
In der für Sommer wichtigen Verfassungsfrage blieb die Ständeversammlung untätig. Sommer schrieb an den Publizisten Joseph Görres: "In unserem Inneren bleibt so ziemlich alles beim Alten, und es hängt ein Bleigewicht am Bestehenden."  In den folgenden Jahren hielt sich Sommer von offener Opposition weitgehend zurück und engagierte sich vor allem rechtspolitisch. Zusammen unter anderem mit Benedikt Waldeck organisierte er 1843 ein Treffen von westfälischen Juristen in Soest, dass bei den Behörden als Versuch einen Berufsverband zu gründen auf Misstrauen stieß.

## Mitglied der preußischen Nationalversammlung

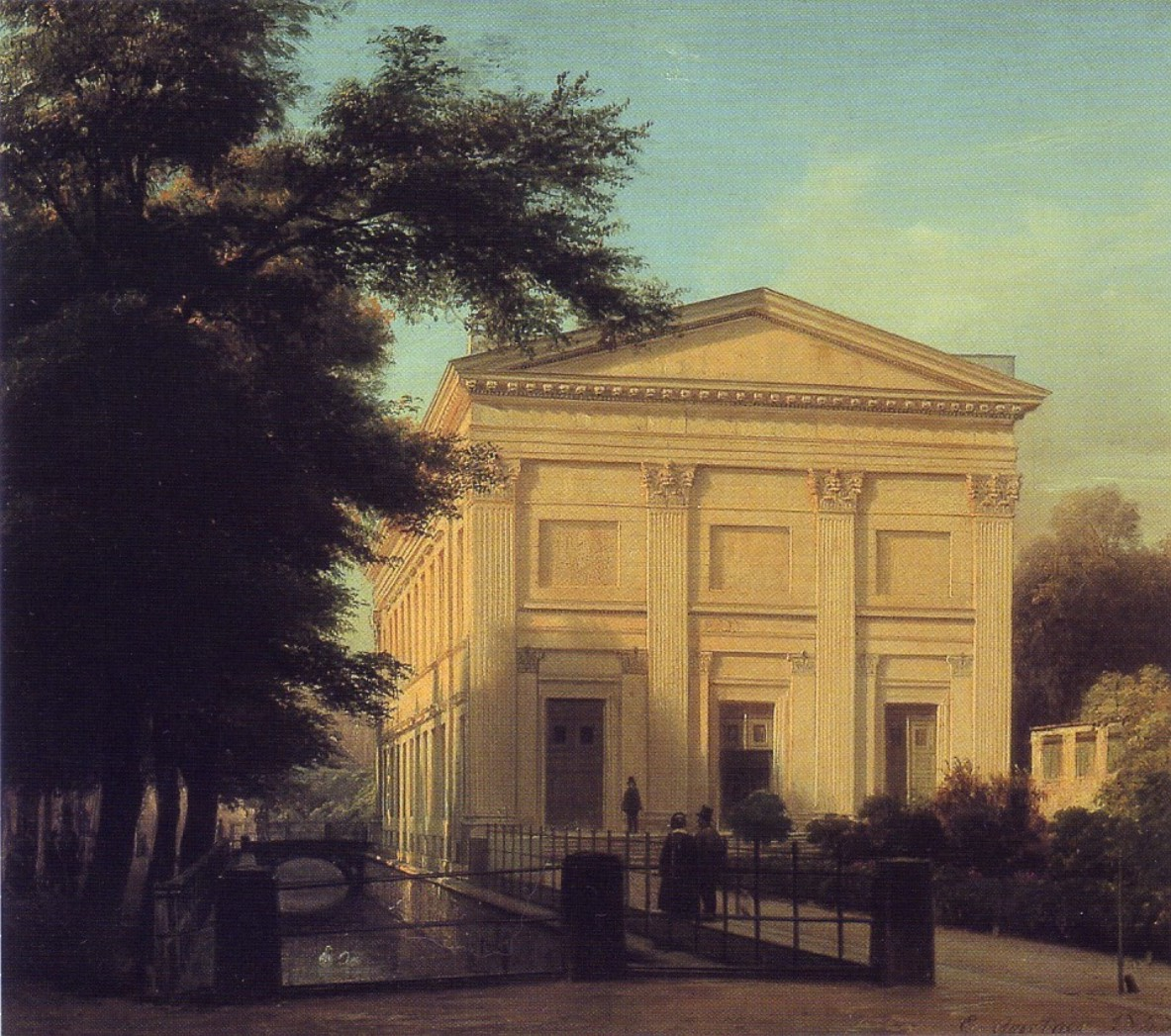
Sing-Akademie zu Berlin (Gemälde von 1843) – Tagungsort der Nationalversammlung 1848

1848 wurde er zum Abgeordneten des Kreises Brilon in die Preußische Nationalversammlung in Berlin gewählt. In einer Bekanntmachung an seine Wähler schrieb Sommer im Mai 1848, dass er in Berlin für „Recht, für Wahrheit und für Volkswohl“ streben werde.
In Briefen an seine Frau und an anderer Stelle zeichnete Sommer ein plastisches Bild von der Versammlung und insbesondere von der Entstehung von Fraktionen. Als erstes bildete sich um den Westfalen Jodokus Temme der Konstitutionelle Club, der in einem gewissen Widerspruch zu seinem Namen das Königtum mit der Revolution für erloschen betrachtete. Die Monarchie wurde danach nur toleriert, aber die maßgebende Kraft sei das Parlament. Die Staatsform sollte die von der Versammlung auf der Basis der Volkssouveränität verabschiedete Verfassung festlegen. Ein entschiedener Gegner dieser Auffassung wurde Sommer, der wie bereits im Vormärz immer wieder für eine Vereinbarung zwischen den gleichberechtigten Partnern Parlament und König eintrat. Gegen den eher konstitutionellen Club bildete sich rechts davon eine gemäßigt liberale Gruppe, die spätere Fraktion Centrum (nicht zu verwechseln mit der Partei des Kaiserreichs). Das Programm dieser Gruppierung wurde von Sommer wesentlich mitformuliert.
Die unterschiedlichen Positionen wurden insbesondere in der Verfassungsdebatte immer wieder deutlich. Insbesondere mit Benedikt Waldeck dem Hauptverfasser des als Charte Waldeck bekannt gewordenen Verfassungsentwurfs lieferte sich Sommer immer wieder rhetorische Auseinandersetzungen. Zu ähnlichen Konflikten mit Waldeck kam es auch nach den Oktoberunruhen in Berlin. Während Waldeck für eine Bestattung der dabei Getöteten auf Staatskosten plädierte, lehnte Sommer eine Bezahlung für „Exzesse jener Arbeiter gegen die guten Bürger“ ab.
Diese Haltung wurde im Sauerland zunehmend als zu konservativ kritisiert. Insbesondere mit der Verlegung der Nationalversammlung und ihrer Auflösung verloren die gemäßigt liberalen Politiker völlig an Rückhalt. Im November 1848 haben Arnsberger Bürger vor dem Haus Sommers demonstriert und es beschädigt. Für den Linksschwenk spricht, dass im Sauerland bei der Neuwahl zur 2. Kammer des Landtages überwiegend Demokraten wie Johann Matthias Gierse gewählt wurden. 
Sommers politisches Wirken war mit der Revolution im Wesentlichen beendet. Wie so viele Frühliberalen hatte er unbestreitbare Verdienste, im Vormärz die Forderung nach einer Verfassung unter Risiken zu vertreten. Ihre politischen Positionen erwiesen sich aber während der Revolution nicht mehr als unbedingt zeitgemäß.
Begraben ist Sommer auf dem Eichholzfriedhof in Arnsberg.

## Veröffentlichungen
Sommers publizistisches Wirken ist äußerst umfangreich und umfasst Themen aus zahlreichen Fachgebieten. Sommer schrieb über rechtlich-historische Fragen ebenso, wie über aktuell politische (z. B. zu Verfassungsfragen und zur Zensur) aber auch zu kirchenrechtlichen und -organisatorischen Themen. Zum Schutz vor politischer Verfolgung nach den Karlsbader Beschlüssen benutzte er vor allem in aktuellen Zeitschriftenbeiträgen das Pseudonym „Westphalus Eremita“ (= Westfälischer Einsiedler). Dabei schrieb er für einige bedeutende Blätter des Vormärz so etwa im "Westfälischen Anzeiger" (1816ff.), "Hermann. Zeitschrift für Westfalen" (1817ff.), im "Hamburger Deutscher Beobachter" (1818f.), im "Neuen Rheinischen Merkur" und anderen. Neben eigenen Beiträgen veröffentlichte Sommer zahlreiche Rezensionen von Schriften anderer Autoren vor allem mit politischen oder rechtstheoretischen Inhalten. Beiträge zu theologischen Fragen verfasste er auch für das Konversationslexikon von Brockhaus.
Sommer war Mitherausgeber der Zeitschrift „Neues Archiv für Preußisches Recht und Verfahren sowie für deutsches Privatrecht“ (1834–1854, 16 Jahrgänge) sowie Herausgeber der Zeitschrift „Landwirthschaftliche Mittheilungen der Landeskultur-Gesellschaft für den Regierungsbezirk Arnsberg“ (1842–1852).

## Sonstiges Wirken
- 1817 wurde Sommer Ehrenmitglied des Literarischen Vereins für die Grafschaft Mark in Altena.
- 1824 war er Mitbegründer des Vereins für vaterländische Geschichte und Alterthumskunde Westfalens.
- In den 1840er Jahren war er Mitglied und zeitweise im Vorstand der Landeskultur-Gesellschaft für den Regierungsbezirk Arnsberg.

## Monographische Schriften (Auswahl)
- Von deutscher Verfassung im germanischen Preußen und im Herzogthum Westfalen: mit Urkunden. Münster, 1819. Digitalisierte Ausgabe der Universitäts- und Landesbibliothek Düsseldorf
- Die Brautbriefe des Westphalus Eremita. (Hrsg. Clemens Plassmann). Limburg: Steffen, 1950
- Darstellung der Rechtsverhältnisse der Bauerngüter im Herzogthum Westfalen nach älteren und neueren Gesetzen und Rechten. Mit Beilagen. Hamm, 1823 (Digitalisat)
- Von der Kirche in dieser Zeit. Betrachtungen. Münster, 1819. (2. Auflage veränderte Aufl. 1845)
- Handbuch über die ältern und neuern bäuerlichen Rechtsverhältnisse in den ehemals Großherzoglich-Bergischen, Königlich-Westphälischen und Französisch-Hanseatischen Preußischen Provinzen in Rheinland-Westphalen. Erster Theil, 1. und 2. Band (mehr nicht erschienen). Hamm, 1830 (Volltext Bd. 1, Volltext Bd. 2), (Digitalisat)
- Recht, Richtsteig, Rechtsgelehrte und Adel der preußischen Rheinlande, in der Gegenwart und Zukunft. Dortmund, 1817.
- Rechtswissenschaftliche Abhandlungen. Bd. 1. Nebst Abhandlung über das rechtliche Verhältniss Roms zu Deutschland & über Wessenberg & das päbstliche Breve. Giessen, 1818. (Digitalisat)